# U 20 (Kaiserliche Deutsche Marine)

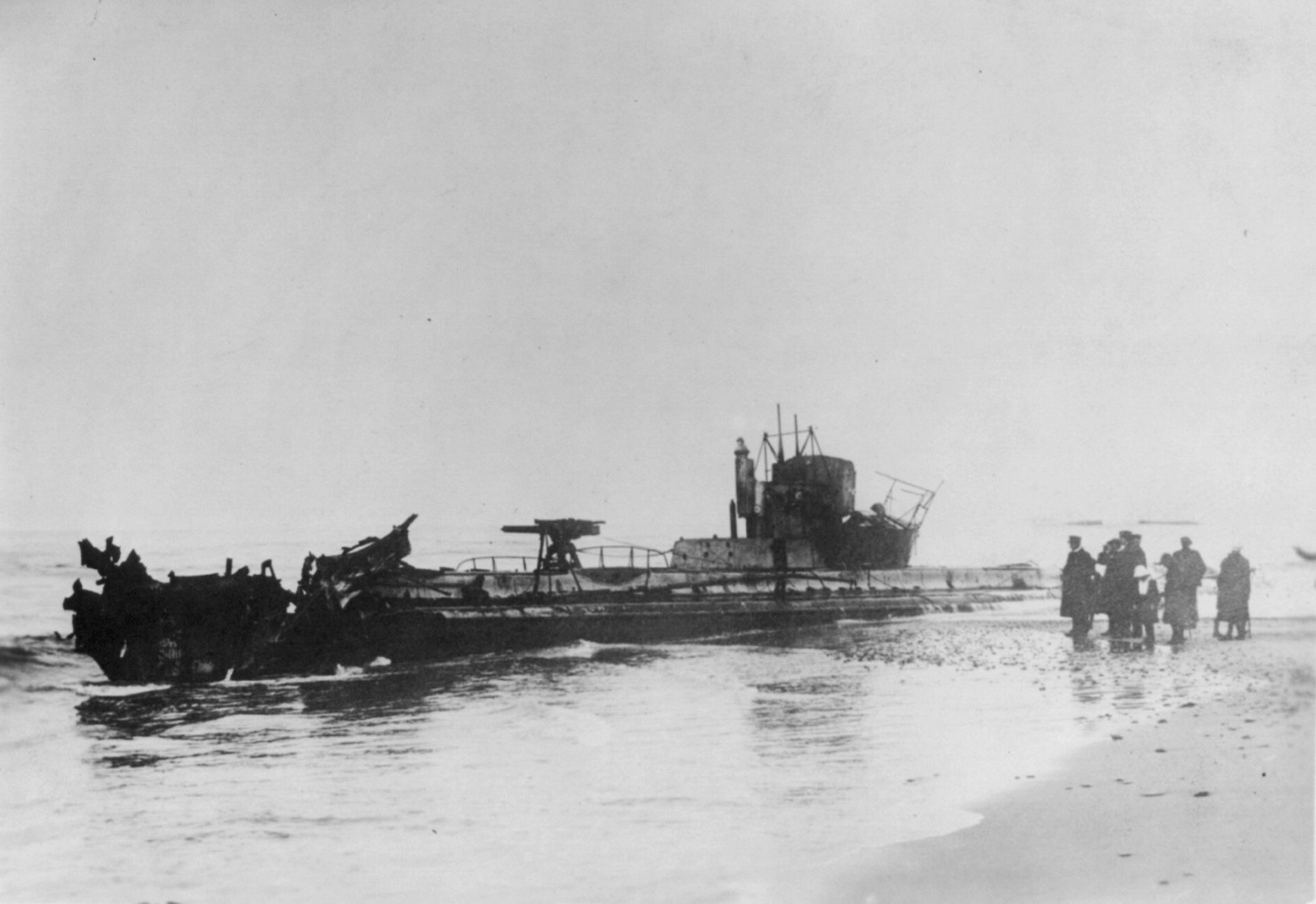
U 20 bij de Deense kust aan de grond, de volgende dag liet de bemanning de torpedo's ontploffen.

De U 20 was een Duitse U-boot van de Kaiserliche Marine, die werd ingezet tijdens de Eerste Wereldoorlog.

## Geschiedenis
De U 20 werd op 5 augustus 1913 in dienst genomen. Tijdens de Eerste Wereldoorlog deed hij dienst tijdens operaties rondom de Britse Eilanden. De U 20 werd berucht door het torpederen van de Lusitania op 7 mei 1915. Bij deze aanval kwamen 1.198 van de 1.959 opvarenden van de Lusitania om het leven, waaronder 128 Amerikaanse staatsburgers. Deze aanval leidde indirect tot het besluit van de Verenigde Staten om de oorlog te verklaren aan het Duitse Keizerrijk en mee te vechten met de geallieerden. 
Op 4 november 1916 liep de U 20 bij de Deense kust aan de grond en werd de volgende dag door de bemanning opgeblazen.

## Commandanten
- Kapitänleutnant Otto Dröscher (1 augustus – 15 december 1914)
- Kapitänleutnant Wilhelm Otto Walther Schwieger (16 december 1914 – 5 november 1916)

## Successen[1]
| Datum             | Naam van het schip | Nationaliteit       | Tonnage | Lot        |
| ----------------- | ------------------ | ------------------- | ------- | ---------- |
| 30 januari 1915   | Ikaria             | Verenigd Koninkrijk | 4335    | Gezonken   |
| 30 januari 1915   | Oriole             | Verenigd Koninkrijk | 1489    | Gezonken   |
| 30 januari 1915   | Tokomaru           | Verenigd Koninkrijk | 6084    | Gezonken   |
| 7 maart 1915      | Bengrove           | Verenigd Koninkrijk | 3840    | Gezonken   |
| 9 maart 1915      | Princess Victoria  | Verenigd Koninkrijk | 108     | Gezonken   |
| 11 maart 1915     | Florazan           | Verenigd Koninkrijk | 4658    | Gezonken   |
| 5 mei 1915        | Earl of Lathom     | Verenigd Koninkrijk | 132     | Gezonken   |
| 6 mei 1915        | Candidate          | Verenigd Koninkrijk | 5858    | Gezonken   |
| 6 mei 1915        | Centurion          | Verenigd Koninkrijk | 5495    | Gezonken   |
| 7 mei 1915        | RMS Lusitania      | Verenigd Koninkrijk | 30.396  | Gezonken   |
| 8 juli 1915       | Marion Lightbody   | Keizerrijk Rusland  | 2176    | Gezonken   |
| 9 juli 1915       | Ellesmere          | Verenigd Koninkrijk | 1170    | Gezonken   |
| 9 juli 1915       | Leo                | Keizerrijk Rusland  | 2224    | Gezonken   |
| 9 juli 1915       | Meadowfield        | Verenigd Koninkrijk | 2750    | Gezonken   |
| 13 juli 1915      | Lennok             | Keizerrijk Rusland  | 1142    | Gezonken   |
| 2 september 1915  | Roumanie           | Verenigd Koninkrijk | 2599    | Gezonken   |
| 3 september 1915  | Frode              | Denemarken          | 1875    | Gezonken   |
| 4 september 1915  | Hesperian          | Verenigd Koninkrijk | 10.920  | Gezonken   |
| 5 september 1915  | Dictator           | Verenigd Koninkrijk | 4116    | Gezonken   |
| 5 september 1915  | Douro              | Verenigd Koninkrijk | 1604    | Gezonken   |
| 5 september 1915  | Rhea               | Keizerrijk Rusland  | 1145    | Gezonken   |
| 6 september 1915  | Guatemala          | Frankrijk           | 5913    | Gezonken   |
| 7 september 1915  | Bordeaux           | Frankrijk           | 4604    | Gezonken   |
| 7 september 1915  | Caroni             | Verenigd Koninkrijk | 2652    | Gezonken   |
| 8 September 1915  | Mora               | Verenigd Koninkrijk | 3047    | Gezonken   |
| 30 april 1916     | Bakio              | Spanje              | 1906    | Gezonken   |
| 1 mei 1916        | Bernadette         | Frankrijk           | 486     | Gezonken   |
| 2 mei 1916        | Ruabon             | Verenigd Koninkrijk | 2004    | Gezonken   |
| 3 mei 1916        | Marie Molinos      | Frankrijk           | 1946    | Gezonken   |
| 6 mei 1916        | Galgate            | Verenigd Koninkrijk | 2356    | Gezonken   |
| 8 mei 1916        | SS Cymric          | Verenigd Koninkrijk | 13.370  | Gezonken   |
| 1 augustus 1916   | Aaro               | Verenigd Koninkrijk | 2603    | Gezonken   |
| 29 augustus 1916  | Ibo                | Portugal            | 397     | Beschadigd |
| 26 september 1916 | Thelma             | Verenigd Koninkrijk | 1002    | Gezonken   |
| 18 oktober 1916   | Ethel Duncan       | Verenigd Koninkrijk | 2510    | Gezonken   |
| 23 oktober 1916   | Arromanches        | Frankrijk           | 1640    | Gezonken   |
| 23 oktober 1916   | Chieri             | Italië              | 4400    | Gezonken   |
| 23 oktober 1916   | Felix Louis        | Frankrijk           | 275     | Gezonken   |
| 26 oktober 1916   | Fabian             | Verenigd Koninkrijk | 2246    | Beschadigd |